# IHeartRadio Music Awards
iHeartRadio Music Awards é uma premiação de música que celebra a música ouvida durante todo o ano, em todas as estações de rádio da iHeartMedia nos EUA e na iHeartRadio, a plataforma de música digital da iHeartMedia. Fundada pela iHeartRadio em 2014, o evento reconhece os artistas mais populares e músicas ao longo do ano transato, conforme determinado pelos ouvintes. A primeira edição do evento foi realizada em 1 de maio de 2014, no Shrine Auditorium, em Los Angeles. As suas duas primeiras edições foram transmitidas ao vivo na NBC. Desde 2015, a premiação é transmitida em simulcast pelos canais TBS, TNT e truTV. O troféu é fabricado pela empresa nova-iorquina Society Awards.

## Visão geral
As indicações são baseadas em resultados do iHeartRadio Chart. Ele tem em conta as opiniões dos ouvintes e os dados de desempenho comercial, de acordo com o airplay e dados da plataforma de streaming digital da iHeartRadio, incluindo dados relativos a vendas, redes sociais, vídeos online e tags do BigChampagne e Shazam. O iHeartRadio Countdown, um show semanal com duas horas , destaca o top 20 de músicas de formato contemporary hit radio na iHeartRadio Chart. Os dados deste último são fornecido e compilados pela  Mediabase. Além disso, as categorias que dependem da votação do público (nove em 2018) incluem hashtags como o principal mecanismo de votação.

## Categorias da premiação
As categorias abarcam um vasto leque de gêneros, incluindo rock alternativo, hip-hop, R&B, música latina e música regional mexicana. A categoria de Artista do Ano (atribuído a Rihanna em 2014 e Taylor Swift em 2015) foi substituída pelas categorias de Artista Feminina do Ano e Artista Masculino do Ano em 2016. As categorias que contam com a votação pelo público através das redes sociais são indicadas com um duplo punhal (‡).

## Prêmios e nomeações
Artistas que venceram mais vezes (à data da edição de 2018)
| Classificação | 1.º          | 2.º                            | 3.º               |
| ------------- | ------------ | ------------------------------ | ----------------- |
| Artista       | Taylor Swfit | Drake Rihanna The Chainsmokers | Twenty One Pilots |
| Total         | 10           | 8                              | 6                 |

Artistas com mais nomeações (à data da edição de 2018)
| Classificação | 1.º     | 2.º   | 3.º                           |
| ------------- | ------- | ----- | ----------------------------- |
| Artista       | Rihanna | Drake | Taylor Swift The Chainsmokers |
| Total         | 25      | 19    | 18                            |

## Classificações
| Ano  | Dia          | Data        | Canal         | Classificação | Telespectadores (em milhões) | Ref.   |
| ---- | ------------ | ----------- | ------------- | ------------- | ---------------------------- | ------ |
| 2014 | Quinta-feira | 1 de maio   | NBC           | 1,7           | 5,48                         | [ 13 ] |
| 2015 | Domingo      | 29 de março | NBC           | 1,7           | 5,26                         | [ 14 ] |
| 2016 | Domingo      | 3 de abril  | TBS TNT truTV | 0,88          | 2,12                         | [ 15 ] |
| 2017 | Domingo      | 5 de março  | TBS TNT truTV | 1,15          | 2,86                         |        |
| 2018 | Domingo      | 11 de março | TBS TNT truTV | 0,72          | 1,69                         | [ 16 ] |